# Acoua
Acoua ist eine Gemeinde mit 19.883 Einwohnern (Stand 14. Dezember 2017) im französischen Überseegebiet Mayotte.

## Geografie
Die Gemeinde Acoua liegt am nordwestlichen Ufer der Hauptinsel Mayottes. Neben dem Hauptort Acoua bildet das Dorf Mtsangadoua die Gemeinde.

## Geschichte
Erste Besiedlungen aus vergänglichen Material werden auf das 11. Jahrhundert datiert. Seit dem 14./15. Jahrhundert erbaute die Nobilität Steinhäuser und Moscheen, die später zerstört wurden. Im 17. und 18. Jahrhundert wurde die Siedlung verlassen. Seit etwa 1840 kam es zu einer Neubesiedlung durch Angehörige der Volksgruppe der Sakalava aus Madagaskar. Erst Ende der 1980er Jahre wurde die isolierte Siedlung an das Straßen- und Elektrizitätsnetz angeschlossen.

### Bevölkerungsentwicklung
| Jahr      | 1997  | 2002  | 2007  | 2012  | 2017  |
| Einwohner | 4.447 | 4.605 | 4.622 | 4.714 | 5.192 |